# Atelopus farci
Atelopus farci is een kikker uit de familie padden (Bufonidae) en het geslacht klompvoetkikkers (Atelopus). De soort werd voor het eerst wetenschappelijk beschreven door John Douglas Lynch in 1993. Omdat de soort pas sinds recentelijk is beschreven wordt de kikker in veel literatuur nog niet vermeld.
Atelopus farci leeft in delen van Zuid-Amerika en komt endemisch voor in Colombia. De kikker is bekend van een hoogte van 2100 meter boven zeeniveau. De soort komt in een relatief klein gebied voor en is hierdoor kwetsbaar. Door de internationale natuurbeschermingsorganisatie IUCN wordt de soort beschouwd als 'kritiek'.
Atelopus farci komt voor in nevelbossen. Voor de voortplanting worden snelstromende wateren gebruikt. De kikker kwam tot 1995 algemeen voor, maar intensive zoektochten leverden hierna slechts één enkel kikkervisje op. Waarschijnlijk gaat de soort sterk achteruit.